# Pachysomoides
Pachysomoides är ett släkte av steklar. Pachysomoides ingår i familjen brokparasitsteklar.
Kladogram enligt Catalogue of Life:
| Pachysomoides | \| \| Pachysomoides cubensis \| \| \| \| \| \| Pachysomoides flavescens \| \| \| \| \| \| Pachysomoides fulvus \| \| \| \| \| \| Pachysomoides jheringi \| \| \| \| \| \| Pachysomoides stupidus \| \| \| \| \| \| Pachysomoides vespicola \| \| \| \| |
|               | \| \| Pachysomoides cubensis \| \| \| \| \| \| Pachysomoides flavescens \| \| \| \| \| \| Pachysomoides fulvus \| \| \| \| \| \| Pachysomoides jheringi \| \| \| \| \| \| Pachysomoides stupidus \| \| \| \| \| \| Pachysomoides vespicola \| \| \| \| |
|               | Pachysomoides cubensis |
|               | |
|               | Pachysomoides flavescens |
|               | |
|               | Pachysomoides fulvus |
|               | |
|               | Pachysomoides jheringi |
|               | |
|               | Pachysomoides stupidus |
|               | |
|               | Pachysomoides vespicola |
|               | |